# 羞辱

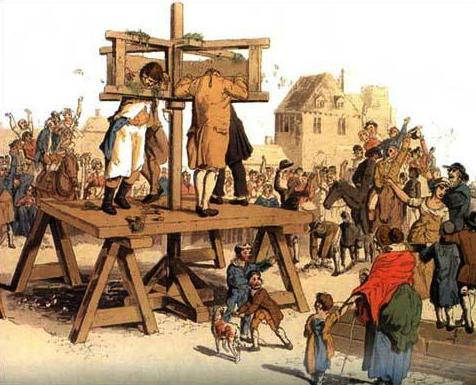
《The Costume of Great Britain》（「大英風俗」，1805年）中的頸手枷

羞辱指貶抑一個人的自尊、傲氣，以使對方感到羞愧、導致自卑的心態、地位降低或變得順從。它可以通過恐嚇、身體或精神虐待或欺詐施予他人，亦可以是有人被發現犯下社會或法律上不被接受的行為而產生的尷尬。比較起來，謙遜是自願地降低自己的自尊，而羞辱則是對他者所作的行為，且對方通常非自願。

## 特定形式

### 懲處和審訊策略

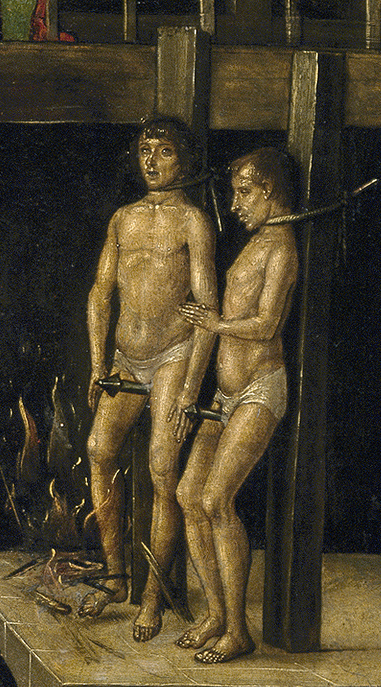
非三一派卡特里信徒在「信仰审判」中在火刑柱上被燒死（約1495年，含西班牙的绞刑具和菲勒斯），由聖道明主持，佩德罗·贝鲁格特繪畫的油彩板畫

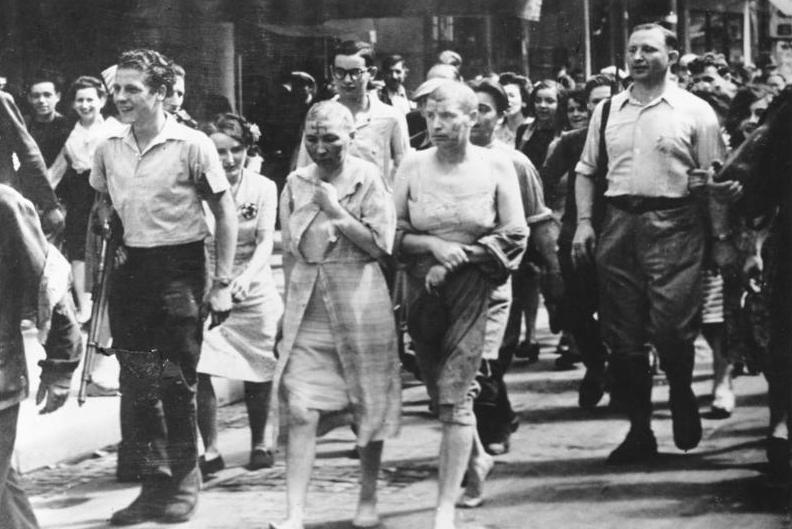
1944年巴黎：兩名被控與納粹合作的女子赤腳、被剃光頭、臉上被恪上納粹標誌遊街示眾

侮辱另一個人，通常是一個人彰顯權力的一種方式，尤其在警隊、軍隊或監獄等環境下，是一種被用作合法審問或非法拷問的手段，亦是一種常見的壓迫、濫權或至虐待的形式。很多現已廢棄的公開處罰方式固意設計成含羞辱成分，例如在違法分子身上塗柏油和粘羽毛、頸手枷、羞恥徽章（社會恥辱）以作「殺一儆百」之用。其中一些手法，如塗柏油和粘羽毛成為私刑的常用手段。在一些民間習俗，如英式示眾遊行Skimmington及Rough music，以及法式相等的瞎鬧音樂Charivari，古意誇張地當眾表示道德上不贊同有違者以作羞辱之效，從而把他們趕出社區。
像例如在中國歷史上，南朝宋的宋明帝劉彧在登基為皇帝前，曾因體型肥胖之故而被前廢帝劉子業給冠上「豬王」的稱號，並曾被劉子業當成豬一般地羞辱。劉子業還曾一度因為劉彧惹火自己，而命人將裸體的劉彧用竹杖綁住四肢抬付太官，說：「即日屠豬。」打算以殺豬為藉口將劉彧給除掉；但這時劉休仁在旁笑說：「豬今日未應死。」劉子業問何故，劉休仁答說：「待皇太子生，殺豬取其肝肺。」劉子業聽後怒火漸息，於是命人將劉彧交付廷尉，因此劉彧逃過死劫。
美國部份州份曾嘗試透過公佈不法分子的名子和罪狀（如娼妓或酒後駕車）來侮辱或者羞辱他們。在2010年的廣東東莞，中國警方逮捕了一些妓女並為羞辱她們而遊街示眾，輿論嘩然。國家公安部譴責當地警察並表明這樣的懲罰是不允許的。

## 人我關係

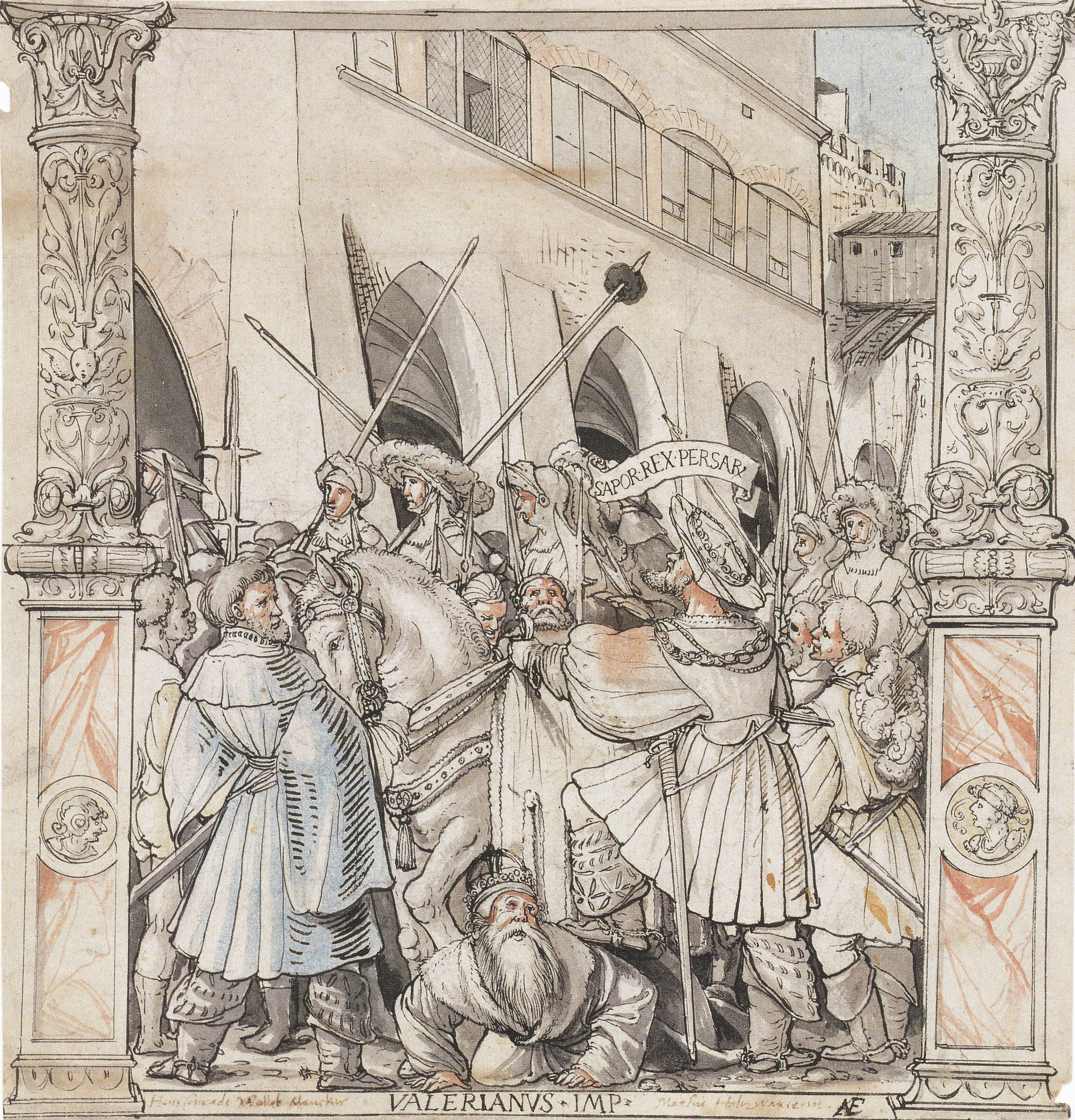
「瓦勒良皇被波斯國王沙普爾的羞辱」（The Humiliation of Emperor Valerian by Shapur, King of Persia），小漢斯·霍爾拜因繪畫

唐納德·克萊因（Donald Klein）形容羞辱為「一種強大的人事要素，但在各種因素下，常被『個人和集體行為』的學生們忽視。它是在個人、群體及國家行為表態之間，一股具滲透性且極具破壞性的影響力。」
雖然是一種主觀情感，但人類普遍都會感到屈辱：「這是一股被貶低、失去自我的感覺。」 

### 心理影響
被羞辱，尤其是被公開地羞辱，後果可能極其嚴重。一個被嚴重地侮辱的人可能會患上嚴重抑鬱、自殺傾向、嚴重焦慮症狀如創傷後壓力症候群。失去一定社會地位，例如失業或被（正確或錯誤地）當作罪犯，可能使人無法再於自己的社群當中正常生活。受辱的人可能會被激怒而渴望報復，一些人會感到生命無意義、無望且無助，甚至產生幻覺或輕生。
屈辱的情感可能使人出現「羞辱憤怒」（humiliated fury），向內蔓延可能導致冷漠和抑鬱，而向外擴展則可能使人變得偏執、殘暴和產生復仇的幻想。克萊因解釋：「當它向外發洩，羞辱憤怒會不幸地創造更多的受害者，通常包括無辜的旁觀者……當向內渲發，所產生的自我憎恨會使受害者不能滿足自己的需要，更不用說擁有愛和關心他人的能力。」他續道：「無論在哪一情況下，那些被羞辱憤怒情神耗盡的人會全神貫注於這憤怒或其因由上，被受傷的自尊心所包圍……」

### 誤會
不是一切羞辱的行為都是故意的。有時，屈辱的情緒可能只是因為誤解。

## 延伸閱讀
- Lindner, Evelin, Gender, Humiliation, and Global Security: Dignifying Relationships from Love, Sex, and Parenthood to World Affairs (Contemporary Psychology). Praeger Security International, 2010. ISBN 0-313-35485-5.
- Miller, William Ian (1993). Humiliation and Other Essays on Honor, Social Discomfort, and Violence. Ithaca: Cornell University Press.

## 外部連結
- Human Dignity and Humiliation Studies （页面存档备份，存于）
- Emotional Competency article on Humiliation （页面存档备份，存于）
- Silvan Tomkins Site Resources on Shame and Humiliation Studies
- German football team humiliate Brazil 7-1 during World Cup （页面存档备份，存于）
- Femenia, Nora. Healing Humiliation and the Need for Revenge （页面存档备份，存于）